# Richard Mompesson

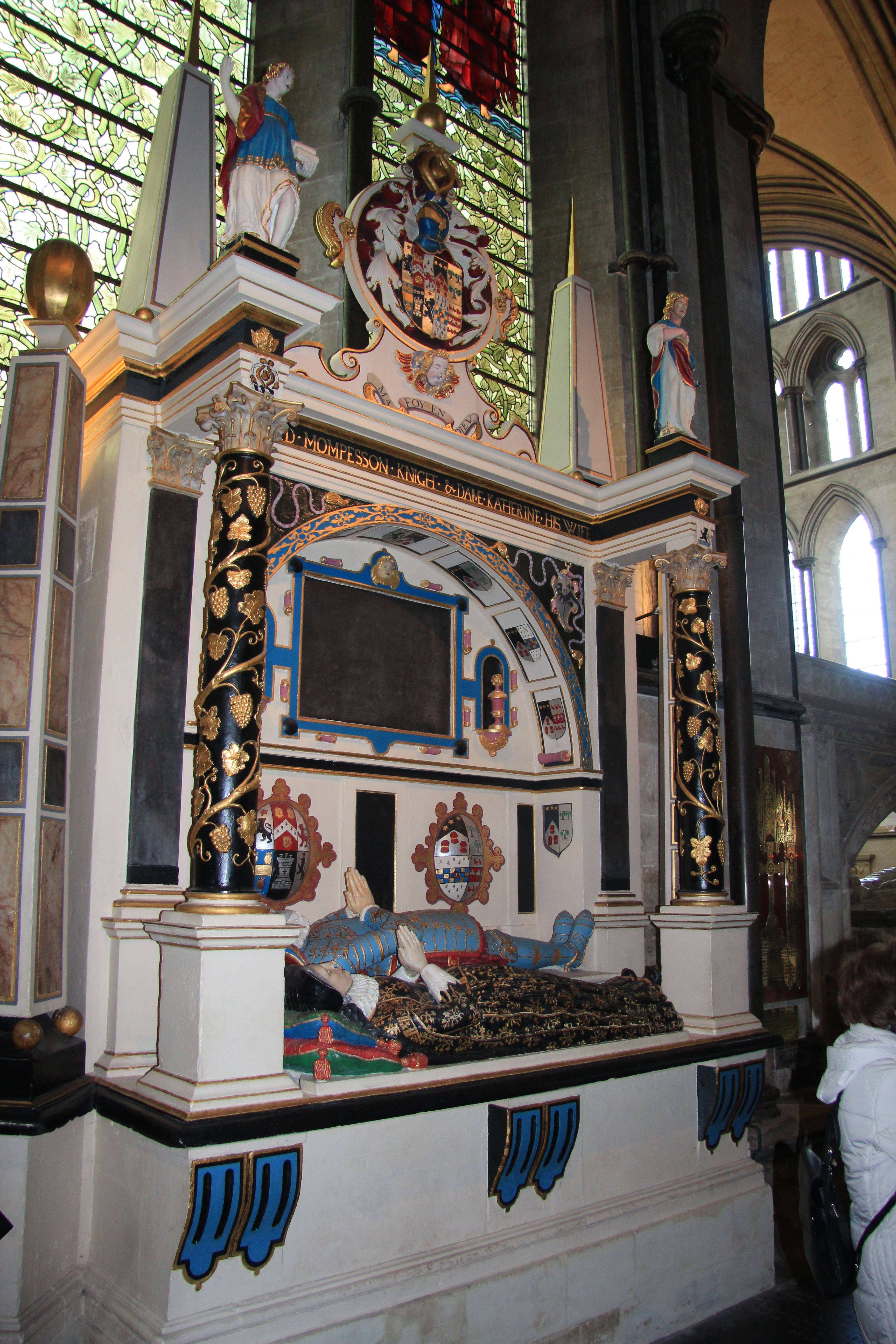
Monumento a Sir Richard Mompesson e à sua terceira esposa Katherine, Catedral de Salisbury

Sir Richard Mompesson (falecido em 1627) foi um membro (MP) do Parlamento da Inglaterra por Devizes em 1593.
O seu pai era William Mompesson de Maiden Bradley, Wiltshire. A partir de c. 1574 foi escudeiro dos estábulos reais. Mompesson casou-se três vezes, primeiro por volta de 1587 com Mary, viúva de Edward Sutton, 4º Barão Dudley.
Mompessom foi nomeado cavaleiro em 1603 por pequenos serviços prestados a Jaime I, mas não recebeu mais nada. Ele retirou-se primeiro para West Harnham, Salisbury e depois para a Cathedral Close daquela cidade, onde reconstruiu em grande parte a casa mais tarde conhecida como Arundells.  Em outro lugar mas nas proximidades, um descendente, Sir Thomas Mompesson, construiu a Casa Mompesson, concluída no início do século XVIII.